# Алексис или трактат о узалудној борби
Алексис или трактат о узалудној борби (фр. Alexis ou le Traité du vain combat) кратки је роман француске књижевнице Маргерит Јурсенар. Објављен 1929. када је Јурсенар имала 26 година. У питању је њен први роман. Написан је у облику дугог писма, у коме главни јунак Алексис саопштава својој супрузи Моник да је напушта након две године брака, пошто је одлучио да више не скрива сопствену хомосексуалност. У писму, такође, описује своје усамљено детињство, опседнутост музиком и непрестану борбу са сопственим жељама. Књига је идејно написана под утицајем идеја Андреа Жида и његовог инсистирања да је потпуна реализација сопствених жеља основна дужност појединца према самом себи. Сам наслов Алексис (као и име јунака) преузет је из друге Вергилијеве Еклоге, из које је, из истих разлога, Жид преузео име Коридон за свој контроверзни есеј о хомосексуалности. Упркос неспорном Жидовом утицају Јурсенар је у поговору и у интервјуима инсистирала да су на саму атмосферу и стил романа пресудни утицај имала рана прозна остварења Рилкеа. Јурсенар је у интервјуима открила да је желела да напише и наставак романа у коме би читав проблем представила из визуре супруге Моник, али је услед различитих околности од такве идеје одустала. Роман је на српски језик превела Војка Смиљанић Ђикић.